# Кэрри, Рассел
Рассел Кэрри (англ. Russell Curry; род. 28 августа 1956, Миннеаполис, Миннесота) — американский кино- и телевизионный актёр. Наиболее известен по сыгранным в мыльных операх на NBC ролям: доктора Тайса Робинсона — в «Сансет-Бич» (207 эпизодов), детектива Сэма Лукаса в «Саванне» и лейтенанта Вика Босвелла — в «Санта-Барбаре» (в течение 4-х лет), а также по Картеру Тодду — в «Другом мире», за которую был номинирован на Soap Opera Digest Awards как лучший актёр второго плана, и ряде других работ. При этом сам актёр, по его словам, всегда стремился к участию в полнометражном кино и не планировал становиться «звездой мыльных опер».
Первую роль получил в 1984 году в пилотном эпизоде криминального сериала «Она написала убийство» «Убийство Шерлока Холмса» (режиссёр Кори Аллен).

## Избранная фильмография
| Год         | Название                     | Роль                            | Примечания |
| ----------- | ---------------------------- | ------------------------------- | ---------- |
| 1985        | Шоу Косби                    | Тед                             |            |
| 1986        | Чек на почте                 | взломщик #2                     |            |
| 1987        | Камео ночью                  | Боб Уайт                        | ТВ-фильм   |
| 1988        | Призрак кинотеатра «Ритц»    | Маркус                          |            |
| 1990        | Порыв                        | бармен Миллс                    |            |
| 1991        | Бруклинская рокировка        | вышибала                        |            |
| 1991        | Гангстеры                    | чёрный гангстер                 |            |
| 1993        | С меня хватит!               | напарник офицера                |            |
| 1993        | Письмо из Сайгона            | лейтенант Питер Уинтроп         |            |
| 1993 — 1996 | Направляющий свет            | Дэвид Грант                     | 61 эпизод  |
| 1994        | The WormKillers' Last Spring | старший исполнительный директор |            |
| 2001        | Что могло быть хуже?         | репортёр #1                     |            |
| 2002        | Жестокие игры                | бармен                          |            |
| 2018        | Мир будущего                 | партизан                        |            |